# Barnavårdscentral
Barnavårdscentral eller BVC, i Finland barnrådgivningsbyrå, är en ofta en del av en vårdcentral. Barnhälsovården i Sverige organiseras i barnavårdscentraler. Det är alltså på BVC som barnhälsovård bedrivs. På BVC följs nyfödda och yngre barns hälsa. När barnet börjar förskoleklass är det skolans elevhälsa som tar över ansvaret för barnets hälsovård. Barnhälsovården är en del av primärvården och besök på barnavårdcentralen är kostnadsfria.  Barnets längd- och viktutveckling samt dess mentala och motoriska utveckling följs och man sköter även vaccinering, bland annat mot mässlingen, påssjuka och röda hund. 

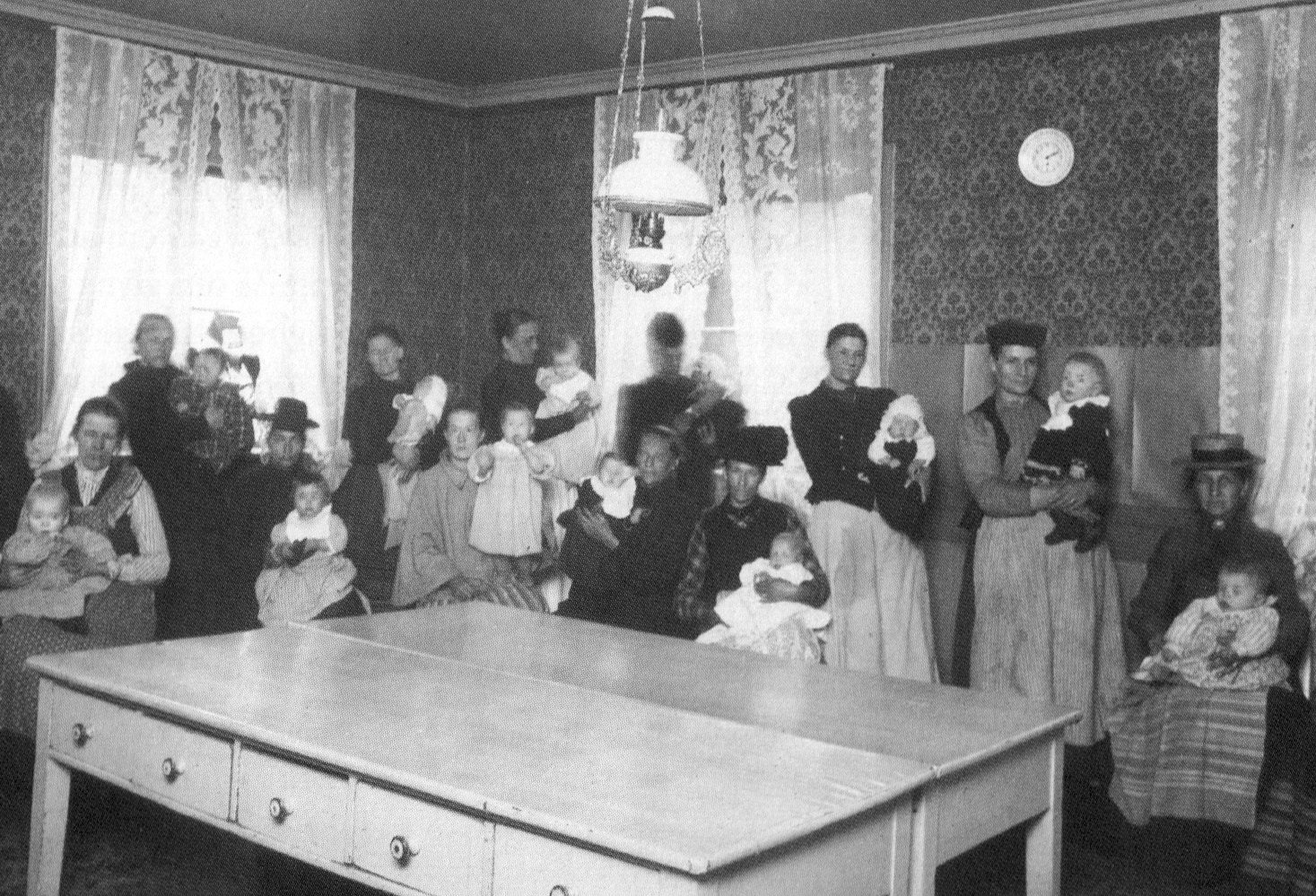
Mödrar och barn i väntrummet till Mjökdroppens klinik på Bryggaregatan 17 i Stockholm 1903.

För att vara behörig att arbeta som sjuksköterska på BVC krävs en utbildning till specialistsjuksköterska med examen som distriktssköterska, alternativt specialistexamen med inriktning mot hälso- och sjukvård för barn och ungdomar (barnsjuksköterska).  Vid vissa besök träffar man både sjuksköterska och läkare (så kallade team-besök). Läkaren är oftast specialistläkare i allmänmedicin (samma som oftast arbetar på vårdcentralen). 

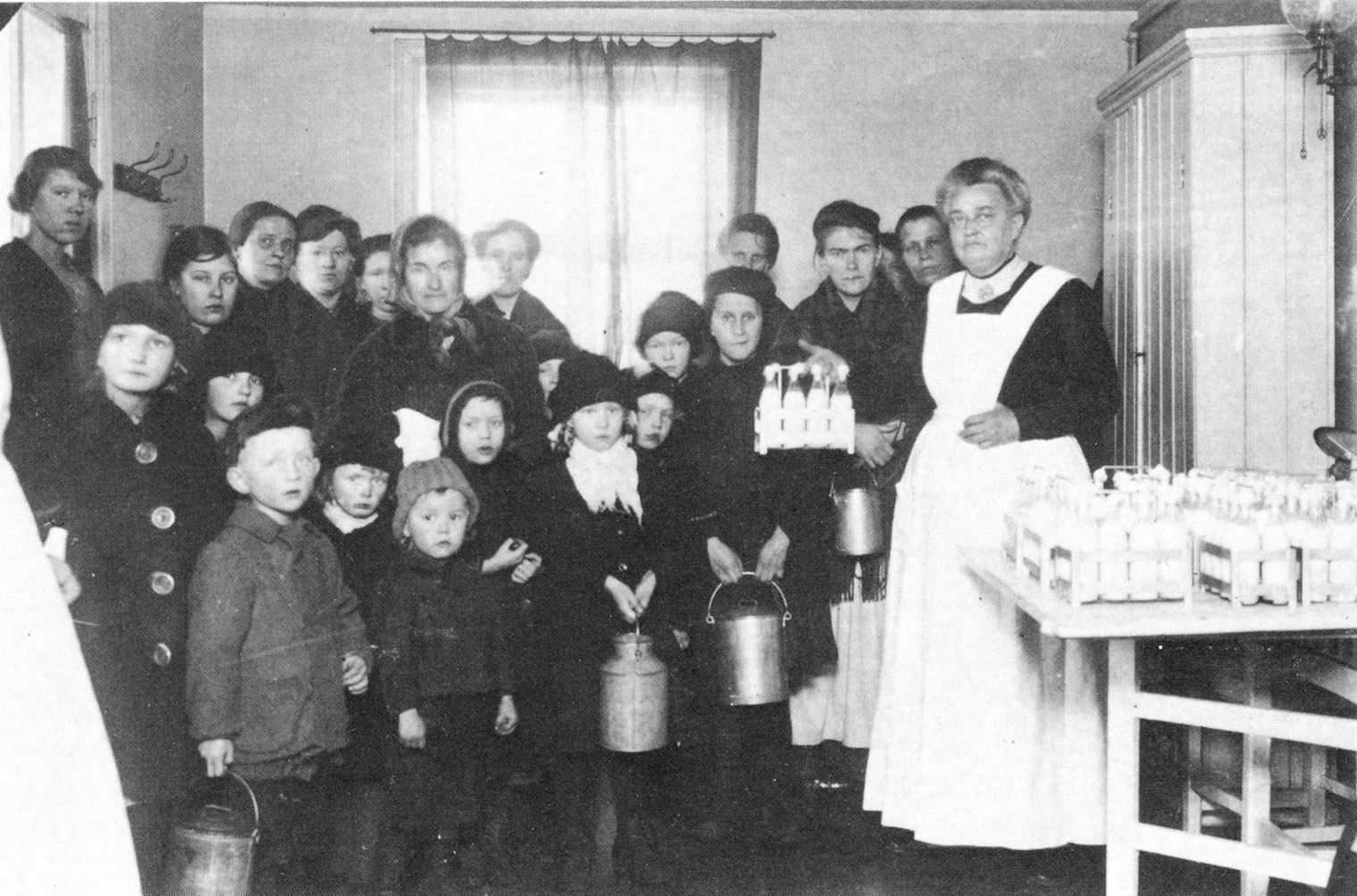
Utdelning av mjölk hos Mjölkdroppen i Göteborg 1915.

## Historia
Den svenska offentliga barnhälsovårdens historia kan spåras tillbaka till 1700-talet men det var framförallt vid sekelskiftet 1900 som barns hälsa och vällevnad blev en central samhällelig och politisk fråga. 

### Mjölkdroppeverksamhet
Hälsovårdsarbetet under 1900-talet tog sig form i bland annat råd och hjälp till mödrar och så kallad mjölkdroppeverksamhet. Den hade sitt ursprung i Frankrike, där några läkare startade med upplysning för mödrarna och undersökning av barnen. Man ville därigenom motverka den höga spädbarnsdödligheten. Man uppmanade mödrarna att amma barnen så länge som möjligt. Vid samma tid började en annan grupp franska läkare att dela ut steriliserad mjölk med näringstillskott till fattiga mödrar, som hade slutat att amma, och att undersöka deras barn varje vecka. De båda grupperna enades, efter vissa stridigheter om amningen, om att i första hand uppmuntra amning, men att samtidigt hjälpa de barn som fick bröstmjölksersättning och att mer arbeta förebyggande.

#### Mjölkdroppar i Sverige
Mjölkdroppeidén spred sig till Förenta staterna och till stora delar av Europa. Den första föreningen i Sverige startades i Stockholm 1901 på initiativ av läkaren Moritz Blumenthal, som hade fått ett startkapital på 5000 kronor av en filantrop. Föreningar bildades på olika håll i Sverige och 1920 fanns de på tjugo orter. Fram till 1910 var de flesta så kallade komjölkdroppar, som delade ut färdiga mjölkblandningar, men då ändrade man allmänt sin filosofi och började att aktivt propagera för amning. Verksamheten blev mera sofistikerad med mer förebyggande arbete och större krav måste ställas på föreståndarnas kunskaper. Från mitten av 1920-talet anställdes endast sjuksköterskor.    
De flesta föreningarna var fattiga och beroende av enskilda donationer, även om de oftast hade vissa kommunala anslag. Omkring 1940 övergick allt fler mjölkdroppeföreningar i kommunal regi, påverkade av beslutet om statsbidrag till barnhälsovården 1937, då Medicinalstyrelsen erbjöd avsevärda statliga anslag om verksamheten kommunaliserades. Arbetet på de kommunala barnavårdscentralerna (BVC) fortsatte som tidigare, men avgifterna för mödrarna togs bort och personalen fick bestämda arbetstider.